# 유인영
유인영(본명: 유효민, 1984년 1월 5일 ~ )은 대한민국의 배우이다.

## 학력
- 예일여자고등학교
- 중앙대학교 연극영화학과

## 출연 작품

### 드라마
| 연도                                             | 방송사                        | 제목                                                 | 역할     | 비고                   |
| ------------------------------------------------ | ----------------------------- | ---------------------------------------------------- | -------- | ---------------------- |
| 2005                                             | KBS2                          | KBS 드라마시티 - 219회 《오!사라》 편                | 오사라   |                        |
| 2005                                             | KBS2                          | 러브홀릭                                             | 윤자경   |                        |
| 2006                                             | KBS2                          | 눈의 여왕                                            | 이승리   |                        |
| 2007                                             | KBS2                          | 눈의 여왕                                            | 이승리   |                        |
| KBS 드라마시티 - 328회 《우리들의 조용필 님》 편 | KBS2                          | 이찬주                                               |          |                        |
| KBS1                                             | 미우나 고우나                 | 봉수아                                               |          |                        |
| KBS1                                             | 미우나 고우나                 | 봉수아                                               | 2008     |                        |
| KBS2                                             | 내 사랑 금지옥엽              | 백세라                                               |          |                        |
| KBS2                                             | 내 사랑 금지옥엽              | 백세라                                               | 2009     |                        |
| 2010                                             | MBC                           | 신이라 불리운 사나이                                 | 장미     |                        |
| 2011                                             | KBS2                          | KBS 드라마 스페셜 연작 시리즈 - 《완벽한 스파이》 편 | 이민정   |                        |
| 2011                                             | MBN                           | 왔어 왔어 제대로 왔어                                | 김새봄   | 시트콤                 |
| 2012                                             | MBN                           | 왔어 왔어 제대로 왔어                                | 김새봄   | 시트콤                 |
| SBS                                              | 바보엄마                      | 오채린                                               |          |                        |
| KBS2                                             | 넝쿨째 굴러온 당신            | 유신혜                                               | 특별출연 |                        |
| KBS2                                             | 2013                          | 광고천재 이태백                                      | 한별     | 특별출연               |
| SBS                                              | 2013                          | 원더풀 마마                                          | 이수진   |                        |
| KBS2                                             | 2013                          | KBS 드라마 스페셜 - 《내 낡은 지갑 속의 기억》 편    | 한지우   |                        |
| KBS2                                             | 2013                          | KBS 드라마 스페셜 - 《기묘한 동거》 편               | 김신애   |                        |
| SBS                                              | 2013                          | 별에서 온 그대                                       | 한유라   | 특별출연               |
| MBC                                              | 2013                          | 기황후                                               | 연비수   |                        |
| MBC                                              | 2014                          | 기황후                                               | 연비수   |                        |
| tvN                                              | 삼총사                        | 조미령                                               |          |                        |
| MBC                                              | 드라마 페스티벌 - 《포틴》 편 | 곰자                                                 |          |                        |
| 2015                                             | SBS                           | 가면                                                 | 최미연   |                        |
| 2015                                             | KBS2                          | 오 마이 비너스                                       | 오수진   |                        |
| 2016                                             | MBC                           | 굿바이 미스터 블랙                                   | 윤마리   |                        |
| 2017                                             | KBS2                          | 황금빛 내 인생                                       | 장소라   | 27회 ~ 31회, 특별 출연 |
| 2018                                             | MBC                           | 손 꼭 잡고, 지는 석양을 바라보자                     | 신다혜   |                        |
| 2020                                             | SBS                           | 굿캐스팅                                             | 임예은   |                        |
| 2022                                             | KBS2                          | 크레이지 러브                                        | 백수영   |                        |
| 2025                                             | KBS2                          | 독수리 5형제를 부탁해!                               | 지옥분   |                        |

### 영화
| 연도 | 제목                         | 역할          | 비고                |
| ---- | ---------------------------- | ------------- | ------------------- |
| 2004 | 그녀를 모르면 간첩           | 우월란        |                     |
| 2006 | 강적                         | 한미래        |                     |
| 2008 | 기다리다 미쳐                | 강진아        |                     |
| 2008 | 아버지와 마리와 나           | 마리          |                     |
| 2010 | 비처럼 음악처럼              | 지은          |                     |
| 2010 | 바다 위의 피아노             | 은수          | 미개봉              |
| 2010 | 즐거웠던 시간만을 기억해줄래 | 피아노선생님  | 단편영화 감독, 출연 |
| 2013 | 풍선                         |               | 단편영화 감독       |
| 2013 | 밤의 여왕                    | 영수 맞선녀   | 우정출연            |
| 2014 | 킬러 앞에 노인               | 클리너        | 단편영화            |
| 2015 | 베테랑                       | 다혜          | 첫 천만영화         |
| 2016 | 한강블루스                   | 수영의 목소리 | 우정출연            |
| 2017 | 여교사                       | 추혜영        |                     |
| 2017 | 시간위의 집                  | 성인 연희     | 우정출연            |
| 2018 | 치즈인더트랩                 | 백인하        |                     |
| 2022 | 통영에서의 하루              | 희연          |                     |

### 예능
- 2009년 Mnet 《하늘에서 남자들이 비처럼 내려와》
- 2011년 패션N 《여배우하우스 시즌1》
- 2011년 tvN 《Wish Camping 포토스타》
- 2014년 MBC 《별바라기》
- 2014년 SBS 《런닝맨》 - 게스트 출연 (213회, 2014년 9월 21일 방송분)
- 2016년 SBS 《런닝맨》 - 게스트 출연 (299회, 2016년 5월 15일 방송분)
- 2016년 SBS 《정글의 법칙 in 동티모르》
- 2019년 MBC 《호구의 연애》
- 2020년 ~ 2021년 KBS2• 디스커버리 채널 코리아 《땅만빌리지》
- 2022년 SBS 《꼬리에 꼬리를 무는 그날 이야기》게스트 출연
- 2023년 MBC 《황금어장 라디오스타》게스트 출연

### 뮤직 비디오
| 연도 | 가수      | 제목                    | 비고 |
| ---- | --------- | ----------------------- | ---- |
| 2004 | 린        | 사랑했잖아              |      |
| 2005 | god       | 2♡(Two Love)            |      |
| 2005 | MC몽      | I love you oh thank you |      |
| 2007 | M To M    | 새까맣게                |      |
| 2008 | SG 워너비 | 라라라                  |      |
| 2009 | 청림      | 씹다버린 껌             |      |
| 2012 | 영준      | 잊어요                  |      |
| 2012 | 노지훈    | 벌 받나 봐              |      |
| 2013 | UV        | 너 때문에               |      |

## 광고
- 삼부토건 삼부르네상스
- SK텔레콤 스피드 010
- 클린&클리어
- 산타페
- 기아자동차 쎄라토
- 쌍용자동차 코란도
- LG유플러스 "뮤직온"
- 삼성전자 프린트
- 용평리조트
- 하나카드
- 뉴트로지나
- PAT
- 아모레퍼시픽 댄트롤

sk주유소

## 경력
- 2007년 제15회 춘사대상영화제 홍보대사
- 2008년 대한공증협회 공증 홍보대사
- 2009년 부산콘텐츠마켓 명예홍보대사
- 2014년 제14회 광주국제영화제 홍보대사

## 수상 및 후보
| 연도 | 시상식                      | 부문                            | 작품                                          | 결과 |
| ---- | --------------------------- | ------------------------------- | --------------------------------------------- | ---- |
| 2007 | KBS 연기대상                | 여자 특집·문학관·단막극상       | KBS 드라마시티 - 우리들의 조용필 님           | 수상 |
| 2007 | KBS 연기대상                | 여자 신인연기상                 | 미우나 고우나                                 | 후보 |
| 2008 | 제44회 백상예술대상         | TV부문 여자 신인연기상          | 미우나 고우나                                 | 후보 |
| 2011 | 제33회 황금촬영상           | 단편영화감독상                  | 즐거웠던 시간만을 기억해줄래                  | 수상 |
| 2011 | KBS 연기대상                | 여자 연작·단막극상              | KBS 드라마 스페셜 연작 시리즈 - 완벽한 스파이 | 후보 |
| 2012 | 제20회 대한민국문화연예대상 | 드라마부문 여자 우수연기상      | 바보엄마                                      | 수상 |
| 2012 | SBS 연기대상                | 주말·연속극부문 여자 특별연기상 | 바보엄마                                      | 후보 |
| 2013 | 제8회 아시아 모델상 시상식  | 패셔니스타상                    | 빈칸                                          | 수상 |
| 2013 | 제2회 에이판 스타 어워즈    | 베스트드레서상                  | 원더풀 마마                                   | 수상 |
| 2015 | 제4회 에이판 스타 어워즈    | 여자 인기스타상                 | 가면                                          | 수상 |
| 2015 | SBS 연기대상                | 중편드라마부문 여자 특별연기상  | 가면                                          | 수상 |
| 2016 | MBC 연기대상                | 미니시리즈부문 여자 우수연기상  | 굿바이 미스터 블랙                            | 후보 |
| 2017 | 제22회 춘사영화상           | 여우조연상                      | 여교사                                        | 수상 |
| 2017 | 제26회 부일영화상           | 여우조연상                      | 여교사                                        | 후보 |
| 2019 | MBC 방송연예대상            | 버라이어티 부문 여자 우수상     | 호구의 연애                                   | 후보 |